# SP-113
A SP-113 é uma rodovia transversal do estado de São Paulo, administrada pela concessionária Rodovias do Tietê.

## Denominações
Recebe as seguintes denominações em seu trajeto:
	Nome:		João José Rodrigues, Doutor, Rodovia
- De – até:	 Tietê – Rafard
- Legislação:		LEI 2.962 DE 20/08/81

## Descrição
Principais pontos de passagem: SP 300 (Tietê) - SP 101 (Rafard)

## Características

### Extensão
- Km Inicial: 0,000
- Km Final: 14,400

### Localidades atendidas
- Tietê
- Sete Fogões
- Rafard